# Véronique II
Véronique II Guterres (décédée en 1758) était une reine des royaumes unifiés de Ndongo et du Matamba de 1756 à 1758.

## Biographie
L'ascendance de Véronique II n'est pas clairement définie. Successeur voulue par Anna II, elle serait soit sa fille biologique, soit sa nièce et fille adoptive. À ce titre, elle serait la sœur d'Anna III. 
En 1756, sa mère meurt et elle lui succède sur le trône. Son règne dure deux ans avant que sa sœur Anna III mène un coup d'État, la renverse et la fasse décapiter. En 1767, Anna III sera elle-même déposée par son neveu François II, qui serait le fils de Véronique II.